# Casa Dolores Linderman
La Casa Dolores Linderman és una obra noucentista de Tarragona protegida com a Bé Cultural d'Interès Local.

## Descripció
Edifici en xamfrà de quatre plantes. Sobre la porta principal hi ha una tribuna decorada amb columnes clàssiques. La resta de les obertures són de línies rectes, excepte els finestrals de la primera planta. A la façana es repeteixen periòdicament, entre cada grup de finestres, columnes planes clàssiques adossades a tota l'alçada de l'edifici. Acabament en balustrada.